# ال‌مانبیوراک
ال‌مانبیوراک (به لاتین: Al'manbyuruk) یک منطقهٔ مسکونی در قزاقستان است که در استان آتیرائو واقع شده‌است.